# Olympische Winterspiele 2018/Teilnehmer (Libanon)
| Gelbes Symbol für Goldmedaillen mit stilisierten Olympischen Ringen | Graues Symbol für Silbermedaillen mit stilisierten Olympischen Ringen | Braundes Symbol für Bronzemedaillen mit stilisierten Olympischen Ringen |
| ------------------------------------------------------------------- | --------------------------------------------------------------------- | ----------------------------------------------------------------------- |
| —                                                                   | —                                                                     | —                                                                       |

Bei den Olympischen Winterspielen 2018 nahm der Libanon mit drei Athleten in zwei Disziplinen teil, davon zwei Männer und eine Frau. Fahnenträger bei der Eröffnungsfeier war Samer Tawk.

## Teilnehmer nach Sportarten

### Ski Alpin
| Athleten       | Wettbewerbe | 1. Lauf       | 2. Lauf       | Gesamt        | Gesamt |
| Athleten       | Wettbewerbe | Zeit          | Zeit          | Zeit          | Rang   |
| -------------- | ----------- | ------------- | ------------- | ------------- | ------ |
| Männer         |             |               |               |               |        |
| Allen Behlok   |             |               |               |               |        |
| Riesenslalom   | 1:26,70 min | 1:25,43 min   | 2:52,13 min   | 71            |        |
| Slalom         | DNF         | ausgeschieden | ausgeschieden | ausgeschieden |        |
| Frauen         |             |               |               |               |        |
| Natacha Mohbat |             |               |               |               |        |
| Slalom         | 1:06,73 min | 1:05,31 min   | 2:12,04 min   | 52            |        |

### Skilanglauf
| Athleten   | Wettbewerbe    | Finale      | Finale |
| Athleten   | Wettbewerbe    | Zeit        | Rang   |
| ---------- | -------------- | ----------- | ------ |
| Männer     |                |             |        |
| Samer Tawk | 15 km Freistil | 47:03,4 min | 109    |